# Куро-араксская культура
Куро-араксская культура (англ. Early Trans-Caucasian culture) — археологическая культура раннего бронзового века, существовавшая около 4000 — 2200 гг. до н. э. на территории Северного Кавказа, Закавказья (Азербайджан, Армения, Грузия) и прилегающих областей Ближнего Востока (восток Турции и северный Иран). Данную культуру впервые выделил и описал советский археолог и этнограф Борис Алексеевич Куфтин.
Куро-араксской культуре предшествовала культура Шулавери-Шому (примерно 6000 — 4000 гг. до н. э.). В свою очередь, Куро-араксская культура в дальнейшем значительно повлияла на последующую триалетскую культуру (ок. 2200—1500 гг. до н. э.).
Одними из создателей куро-аракской культуры, согласно В. А. Сафронову, были хурритские и картвелоязычные племена.

## Название культуры
Название «куро-аракская культура» возникло в советской археологической науке, прежде всего, в работах армянских, грузинских и азербайджанских археологов, наиболее пристально изучавших этот феномен в советское время. Проблема заключается в том, что в мировой специализированной литературе, посвящённой данной культуре, так и не сложилось единой терминологии в отношении её наименования. Несмотря на то, что большинство советских учёных называли её «куро-аракской», Пиотровский и Мунчаев предпочитали термин «энеолитическая культура Закавказья» (в дальнейшем Мунчаев также принял термин «куро-аракская культура», признав его общепринятость в отечественной науке). Применение слова «энеолитическая» здесь, однако, представляется не вполне корректным, как и использование названия «закавказский медный век», поскольку последний период развития данной культуры относится уже к раннему бронзовому веку. Другие использующиеся названия данной культуры исходят не из этапа развития металлообработки, а из географического ареала её распространения или даже этнического состава относящегося к ней народонаселения. В частности, Дэвид Лэнг и Чарльз Берни ввели по отношению к ней понятие «ранний анатолийский бронзовый век», а Р. Дайсон — «культура Яник» (в соответствии с результатами раскопок на Яник-Тепе), кроме того, для обозначения данной культуры зачастую применяется во многом спорный термин «ранняя хурритская культура». Позднее Лэнг и Берни предложили термин «ранняя закавказская культура» (более полно — «ранняя закавказская и восточноанатолийская культура»).

## Ареал культуры
Куро-араксская культура имела распространение на территории почти всего Закавказья, Северо-Западного Ирана, Восточной Анатолии и Северо-Восточного Кавказа. Южные границы её ареала доходили до озера Урмия и далее до вплоть Керманшаха и Xaмадана. На юго-западе культура распространилась до Эрзерума, бассейна озера Ван и западнее вплоть до Малатьи. На севере и северо-востоке её ареал включал в себя территории Дагестана, Чечни и частично территории Ингушетии и Северной Осетии. В Ингушетии и Северной Осетии проходила граница между куро-аракской и майкопской культурами. На северо-западе границы ареала культуры доходили до Кутаиси, Самтреди и далее до реки Ингури. При этом в прибрежной зоне Чёрного моря следов куро-араксской культуры не обнаружено — в причерноморских районах развивалась собственная культура, находившаяся всё же под влиянием куро-араксской и майкопской культур. Границы куро-араксской культуры простирались гораздо дальше территории междуречья Куры и Аракса, однако больше всего памятников этой культуры обнаружено в Центральном Закавказье.
По словам Джеффри Саммерса, движение представителей Куро-араксской культуры в Иран и регион озера Ван, которое он интерпретирует как довольно внезапное, началось незадолго до 3000 г. до н. э. и, возможно, было вызвано «Крушением Позднего Урука» (Late Uruk Collapse), или концом 'Урукского периода', который закончился фазой Урук IV около 3100 г. до н. э.

## Характеристика
Культура зародилась в Передней Азии, а затем распространилась на Кавказ и Кура-Араксинскую низменность, на территории которой сейчас она наиболее изучена археологами.
Одни учёные[какие?] считали, что культура была уничтожена нашествием хурритов, другие[какие?] учёные пытаются отождествить куро-араксскую культуру с хуррито-урартской общностью.
В 1988—2000 гг. сирийской экспедицией археологов РАН выявлено сходство артефактов Майкопской культуры и местной Лейлатепинской культуры с артефактами, найденными в ходе раскопок древнего города Телль Хазна l на севере Сирии. Постройка Телль Хазны датируется 4 тыс. до н. э. Это указывает на возможную миграцию на Южный и затем и на Северный Кавказ племён Убейд-Урукского круга Ближнего Востока.
В поселении Сиони, в Марнеульском муниципалитете Грузии найдена керамика, которая близка к шулавери-шомутепинской. Она серо-бурая, из грубого теста с примесью толчёного базальта и не залощена. В то же время, имеется здесь и ранняя чернолощеная керамика куро-аракской культуры. Это поселение относится к ранней культуре Сиони-Цопи-Гинчи, и здесь прослеживаются ранние стадии куро-араксской культуры.

### Хирбет-керакская культура
Примерно в XXVII в. до н. э. на Антиохийской равнине в Сирии и Палестине наблюдается приток людей, создавших керамику типа Хирбет-Керак. Хирбет-керакская культура хорошо представлена ещё и в Угарите. Она также присутствует в центральной Анатолии, но лучше всего она представлена на Кавказе, в регионе распространения куро-араксской культуры. В южной Анатолии она отсутствует. Появление этой культуры в Сирии и Палестине могло быть результатом миграции из Кавказа.
Некоторые исследователи связывают распространение Куро-араксской культуры в восточной Анатолии с окончанием археологической фазы Урук в начале 3-го тысячелетия до н. э. и началом периода Джемдет-Наср, когда влияние Урука было ослаблено.

## Захоронения
Погребальные памятники Куро-Аракский культуры характеризирует большое многообразие.

Анализируя ситуацию в Куро-Аракский период, Т. А. Ахундов отмечает отсутствие единства в погребальных памятниках, что считает более чем странным в рамках единой культуры; ибо погребальный обряд отражает глубинные культурообразующие основы и слабо повержен внешним влияниям. … Отмечаются безкурганные, подкурганные захоронения, погребения в грунтовых ямах, в каменных ящиках и склепах, в материке [материковые напластования глины или песка] и на нём, в погребениях круглой и прямоугольной форм, а также различие в трупоположении.

Погребальные комплексы куро-аракской культуры иногда включают и трупосожжение.
Здесь можно прийти к выводу, что Куро-Аракская культура сложилась в процессе синтеза нескольких культурных традиций, включая древние культуры Кавказа и близлежащих территорий.

## Образ жизни, хозяйство
Носители культуры обитали в укрепленных поселках со стенами из сырцового кирпича. Дома в плане имели круглую форму. В центре поселений располагались ямы для хранения зерна. Основное занятие: земледелие и скотоводство.

## Пиктографическое письмо
На территории ареала куро-аракской культуры найдено несколько сосудов со специфическим орнаментом, в котором некоторые учёные разглядели знаки пиктографической письменности. Причиной этого является то, что данный орнамент лишён ритма и повторяемости элементов, что навело исследователей на мысль о дополнительном (не только декоративном) значении составляющих его знаков. Уже Куфтин высказал мнение, что знаки на миске, обнаруженной в Озни имеют пиктографический характер и схожи с протоэламскими.

## Этноязыковая принадлежность
По мнению Ч. Бёрни, Дж. П. Мэллори, М. Келли-Буччеллати, И. М. Дьяконова и А. С. Касьяна создатели культуры говорили на хуррито-урартском праязыке. Региональный вариант культуры между реками Кура и Чорох ассоциируется с носителями пракартвельского языка. Высказывалась также гипотеза о роли культуры в миграции носителей праанатолийского языка в Малую Азию через Кавказ. Т. В. Гамкрелидзе и Вяч. Вс. Иванов включали культуру в ареал прародины позднего праиндоевропейского языка

## Палеогенетика
У представителей куро-араксской культуры из Талина и Калавана (Армения) определены митохондриальные гаплогруппы H1u, X2f, U3a2, у образца I1635 / KA1/12 из Калавана, жившего 2619—2465 лет до н. э., определена Y-хромосомная гаплогруппа R1b1-M415 (xM269). Также у представителей куро-араксской культуры определили Y-хромосомные гаплогруппы J (субклад J1), G2b-FGC2964 и митохондриальные гаплогруппы R1a, K3, U4a2. У образцов из могильника в Беркабере (ARM_Berkaber_KuraAraxes_EBA, 2468—2299 лет до н. э.) определены Y-хромосомные гаплогруппы J1a2b1-Z1842, J1a2b1b2~-CTS1460 (n=2) и митохондриальные гаплогруппы H, T2h, N1b1a.